# Liste der ukrainischen Botschafter in Russland

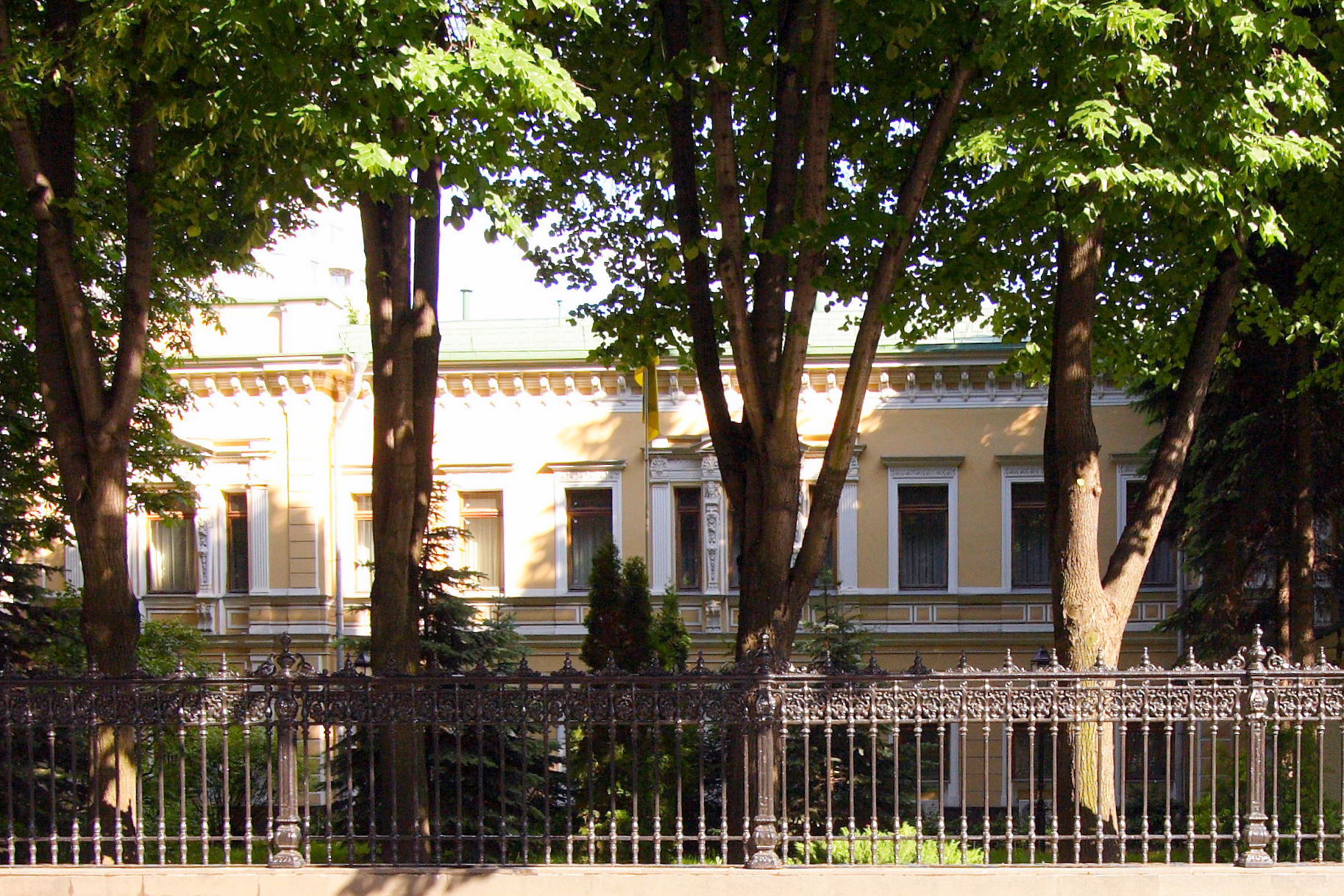
Ukrainische Botschaft in Moskau, Leontjewski Pereulok Nr. 18

Dies ist die Liste der ukrainischen Botschafter in der Russischen Föderation seit der Aufnahme der diplomatischen Beziehungen zwischen beiden Ländern am 14. Februar 1992.

## Botschafter der Ukraine in der Russischen Föderation
| Botschafter                                                      | Amtszeit                                        |
| ---------------------------------------------------------------- | ----------------------------------------------- |
| Wolodymyr Kryschaniwskyj                                         | März 1992 bis September 1994                    |
| Wolodymyr Fedorow (ukrainisch: Володимир Григорович Федоров)     | Januar 1995 bis November 1999                   |
| Mykola Biloblozkyj (ukrainisch: Микола Петрович Білоблоцький)    | Dezember 1999 bis Dezember 2005                 |
| Leonid Ossawoljuk (ukrainisch: Леонід Васильович Осаволюк)       | 2005–2006                                       |
| Oleh Domin (ukrainisch: Олег Олексійович Дьомін)                 | April 2006 bis April 2008                       |
| Kostjantyn Hryschtschenko                                        | Juni 2008 bis März 2010                         |
| Wolodymyr Jeltschenko                                            | Juli 2010 – Dezember 2015                       |
| Ruslan Nimtschynskyj (ukrainisch: Руслан Михайлович Німчинський) | seit 21. Dezember 2015 „Beratender Botschafter“ |